# Lontano da Dio e dagli uomini
Lontano da Dio e dagli uomini (lituano: Mūsų nedaug, titolo internazionale: Few of Us) è un film del 1996 diretto da Šarūnas Bartas. La pellicola è priva di dialoghi.

## Trama
Una giovane donna visita una comunità di nomadi tofalari sui monti Sajany, in Siberia. Un uomo le si avvicina e tenta un approccio, ma viene aggredito da un altro uomo della comunità.

## Distribuzione
È stato presentato all'interno della sezione Un Certain Regard del Festival di Cannes 1996. In Italia è stato distribuito in sala dalla Playbill distribuzione e in home video dalla Cecchi Gori Home Video.

## Riconoscimenti
- 1996
  - Bruxelles International Film Festival, Belgio
  - Kinošok, Anapa, Russia